# Naharra
Naharra là một chi bướm đêm thuộc họ Noctuidae.